# Afshin
Khaydar ibn Kāvūs Afshīn (in arabo  ﺣﻴﺪﺭ ﺑﻦ ﻛﺎﻭﺱ افشین‎?; ... – Samarra, maggio-giugno 841) è stato un generale persiano dell'Ushrusana.
Noto col suo titolo sovrano di Afshīn, fu nel IX secolo un generale attivo presso la corte califfale abbaside di Sāmarrāʾ. Era figlio di un principe vassallo della regione transoxiana dell'Ushrūsana.

## Nome e ambiente familiare
Afshin era un titolo sovrano ereditario dei prìncipi dell'Ushrusana al tempo della conquista islamica della Persia. Il termine è una forma arabizzata del medio-persiano Pishin e dell'avestico Pisinah, un nome proprio di etimologia incerta. Minorsky suggerisce che il titolo Afshin sia di origine sogdiana.
Quando ebbe luogo la prima invasione araba dell'Ushrusana, sotto il comando di Qutayba ibn Muslim (712-14), la regione era poco abitata e vi era la presenza di elementi iranici, governati da loro principi che usavano il titolo tradizionale di Afshin.
"Afshin" è generalmente considerato un termine persiano, e sebbene due fonti classiche (e alcuni studiosi) lo abbiano definito Turco, egli proveniva dal Tabaristan, una regione di cultura persiana e non era considerato un Turco.  La confusione deriva dal fatto che il termine “Turco” era ampiamente usato dagli scrittori arabi del tempo per indicare le nuove truppe del califfo, malgrado tra esse fossero inclusi elementi a volte di origini persiane, inclusi il Ferghana e l'Ushrusana.

## Gioventù
Secondo Yaʿqūbī, nel corso del regno del terzo califfo abbaside al-Mahdī (775-85), Afshīn dell'Ushrusana fu ricordato tra i vari governanti Persiani e Turchi della Transoxiana e delle steppe centro-asiatiche che fecero esplicito atto di sottomissione a lui. Non fu però fino all'epoca di Hārūn al-Rashīd che nel 794-95 il barmecide al-Faḍl b. Yaḥyā al-Barmakī condusse una spedizione in Transoxiana dove ricevette la sottomissione del signore locale Akin, noto col nome di Kharākana. Costui non s'era mai piegato di fronte ad alcun altro potentato.
Altre spedizioni vennero nondimeno organizzate contro l'Ushrusana da al-Maʾmūn quando era ancora governatore a Marv e dopo che era diventato califfo. Kāvūs, figlio dell'Afshīn Karākana, che era stato sottomesso da al-Faḍl b. Yaḥyā, ripudiò l'atto di alleanza con gli Arabi implicito nell'atto di sottomissione ma poco dopo che al-Maʾmūn era rientrato a Baghdad come vincitore della guerra civile contro il fratello al-Amīn (817-18 o 819-20), uno scontro di potere si accese e si manifestarono atti di ostilità all'interno della famiglia regnante dell'Ushrusana.
Secondo la maggior parte delle fonti storiche, il successore di al-Maʾmūn, al-Muʿtaṣim, non solo fece di Afshīn il governatore dell'Azerbaigian e un alto ufficiale che lo affiancasse nelle sue attività di comandante militare, ma gli accordò anche una retribuzione particolarmente generosa e lauti rimborsi spese. Nell'831-833, Afshīn riuscì a soffocare una pericolosa insurrezione in Egitto, cui avevano partecipato musulmani e copti, alleati per reagire all'eccessivo carico fiscale cui entrambe le comunità erano state sottoposte.

## Afshīn e Babak
Nell'835, il califfo al-Muʿtaṣim nominò Afshīn walī dell'Azerbaijan perché sconfiggesse Babak Khorramdin, leader del movimento persiano anti-islamico khurramita.
Al termine d'una fiera resistenza delle forze di Babak, Afshīn riuscì infine a sconfiggerlo e a conquistare il Castello di Babak dove egli s'era asserragliato nell'agosto dell'837. Yaʿqūbī (Taʾrīkh, II, 579) ricorda che Afshin liberò 7 600 prigionieri arabi rinchiusi nella fortezza e rase al suolo il castello. Il capo khurramita riuscì a sfuggire alla cattura e si pose sotto la protezione del principe locale cristiano, Sahl ibn Sunbat, che più tardi gli consegnò però Afshin. Tornato dalla campagna Babak, il califfo lo nominò governatore anche del Sind, oltre che dell'Armenia e Azerbaijan.

## Campagna anatolica
Afshin combatté a fianco di al-Muʿtaṣim nella campagna dell'838 contro l'Impero bizantino, nel corso della quale fu raggiunta la fortezza di Amorio (città natale della dinastia imperiale), che fu espugnata e saccheggiata. In tale occasione Afshīn comandava l'ala destra dell'esercito califfale.
Mentre due formazioni musulmane penetravano in territorio bizantino, separate tra loro da 150 miglia, l'imperatore bizantino Teofilo decise di attaccare una delle due formazioni prima che i due eserciti riuscissero a congiungersi e a sferrare il loro possente attacco. Fu la forza guidata da Afshīn che l'imperatore attaccò, il 21 luglio 838. La battaglia che ne seguì si concluse con una vittoria musulmana decisiva. Sebbene i Bizantini inizialmente avessero avuto la meglio, l'effetto prodotto dagli arcieri a cavallo turchi e l'erronea convinzione che l'imperatore fosse morto in battaglia demoralizzarono l'esercito cristiano, che andò in rotta, fuggendo a precipizio verso l'interno dell'Anatolia. L'imperatore e quanti erano sopravvissuti allo scontro si ritirarono anch'essi in disordine, non riuscendo così a impedire ad Afshīn di avanzare in direzione di Ancyra (l'odierna Ankara), dove egli si congiunse con l'esercito comandato dal califfo stesso.
Da Ancyra, l'esercito musulmano al completo avanzò verso la piazzaforte bizantina di Amorium. Un musulmano, che era riuscito a uscire dalla città in cui era tenuto prigioniero, rivelò agli attaccanti il punto debole di una parte del muro di fortificazione che correva intorno ad Amorium. Il califfo concentrò lì i suoi sforzi e una breccia fu così aperta e attraverso di essa le forze militari islamiche riuscirono a entrare in città e a conquistarla.

## Disgrazia di Afshīn
La buona stella di Afshīn cominciò a declinare, apparentemente come risultato delle gelosie che già s'erano evidenziate nei riguardi di Abu Dolat e di ʿAbd Allāh b. Ṭāhir, governatore del Khorasan, motivate dal timore che in realtà Afshīn fosse un arrivista e un pericoloso rivale nella lotta per il potere in Transoxiana.
Si disse che egli avesse incoraggiato Māzyār, figlio di Qārin - un principe iranico e Spahbed del Tabaristan, a sud del mar Caspio - a insorgere contro il governatore del Khorasan, che Afshīn temeva potesse ostacolarlo nei suoi ambizioni disegni miranti a mettere le mani sull'intera Transoxiana, nella speranza che il califfo privasse ʿAbd Allāh b. Ṭāhir del suo governatorato e che Afshīn gli potesse così succedere nell'incarico. La rivolta di Māzyār fu però repressa da ʿAbd Allāh b. Ṭāhir nell'839 e la posizione di Afshīn divenne progressivamente più debole, come conseguenza del venir meno del favore del califfo. Si affermò che era stata trovata traccia della corrispondenza intercorsa tra lui e Māzyār, mentre il governatore del Khorasan, ʿAbd Allāh b. Ṭāhir, rivelò di aver intercettato parte delle ricchezze di Babak di cui Afshīn si sarebbe impadronito in quella campagna, sul punto di essere trasferite dal generale turco nelle sue terre in Ushrūsana.
Quando Māzyār giunse a Sāmarrāʾ, Afshīn fu arrestato.
Māzyār assistette all'interrogatorio del generale, confermando che Afshīn aveva cospirato assieme a lui. Altri presenti aggiunsero ulteriori domande riguardanti la sincerità della sua conversione all'Islam dal natio Zoroastrismo. Afshīn replicò a ogni accusa. Assicurò che gli oggetti legati al culto zoroastriano e i libri relativi a questa religione in suo possesso erano cimeli di famiglia da prima che egli diventasse musulmano. Spiegò che, quando aveva punito un paio di fanatici musulmani che avevano distrutto idoli in Ushrūsana, aveva fatto ragionevole uso della sua leadership, mirante a mantenere l'armonia fra gli abitanti del suo territorio, eterogeneo quanto a religioni praticate. Spiegò ai suoi detrattori che le formule di saluto con cui la sua gente gli si rivolgeva per iscritto, chiamandolo "Signore dei Signori", era semplicemente una tradizione locale e che questo non invalidava la sua personale fede religiosa monoteistica.
Ogni sua replica fu inutile. al-Muʿtaṣim aveva fatto costruire un carcere speciale per lui (a forma di minareto), conosciuto poi come "la Perla". Fu qui che egli trascorse gli ultimi nove mesi della sua vita, prima di morire nel maggio-giugno dell'841.